# Večernje novosti
Večernje novosti (en cirílico serbio: Вечерње новости, "Noticias de la tarde") es un diario de formato tabloide que se publica en Serbia, y pertenece al grupo Kompanija Novosti.
Fundado en 1953 durante la Crisis de Trieste, creció rápidamente para convertirse en uno de los diarios con mayor circulación en Serbia, estatus que mantiene hasta el día de hoy.

## Historia
La idea de empezar el diario surgió el periodista, publicista e historiador yugoslavo Vladimir Dedijer en el otoño de 1953 durante el periodo más álgido de la Crisis de Trieste. Dedijer, que en ese momento era el editor de Borba en una reunión propuso empezar un nuevo diario, reformulando el formato establecido, añadiendo fotos y titulares visibles con el propósito de informar a la gente rápida y efectivamente. 
El primer nombre propuesto por Dedijer fue Večernja borba (Вечерња борба, "Lucha" de la tarde), pero luego Duda Timotijević propuso el nombre actual.
El 16 de octubre de 1953 salió a la venta la primera edición del "Novosti" en Belgrado. Diez años más tarde se volvería el diario con más circulación en toda Serbia y Yugoslavia. 
Večernje novosti sigue siendo uno de los diarios con más circulación en Serbia.